# Galijula
Galijula egy kis lakatlan sziget Horvátországban, a Dalmáciában, az Adriai-tenger délnyugati részén, Palagruža szigetétől 3 tengeri mérföldre. A szigetecske arról nevezetes, hogy itt található Horvátország legdélibb pontja.
A sziget közvetlen közelében, délnyugatra található a Pupak nevű sziklazátony, melynek aljában egy elsüllyedt gőzhajó maradványa található. A maradványok tekintettel a süllyedés óta eltelt időre ma is viszonylag jó állapotban vannak. A Galijula vizei alatt, a tengerfenéken egy elsüllyedt középkori gálya is található. A szigetet számos más sekély zátony veszi körül, így csak tapasztaltabb matrózok férhetnek hozzá, akik tudják, hogyan lehet délnyugat felől eljutni a szigetre. Az egyetlen kikötésre alkalmas hely a Buk-öböl. A sziget lakatlan. Nem alkalmas viharok elől való menedékre, mert minden oldalról a nyílt tengernek van kitéve, és számos veszélyes sekély zátony veszi körül, melyek még apálykor sem emelkednek a tengerszint fölé.

## Kutatástörténete
Horvátország legdélebbi és kiemelkedő szigeteként Galijula több mint fél évszázada különböző tudományos kutatások tárgyát képezte. A kiemelkedő sziklák és a nehezebb hozzáférés miatt először a környező tengerfenék kutatása kezdődött meg, az 1950-es években pedig a Spliti Oceográfiai Intézet tanulmányozott itt barna algákat. Az 1970-es évek óta a Spliti Hidrográfiai Intézet vizsgálja itt a hidrodinamikát, a tengeráramlást és a hullámméretet. Az első kutatás Galijula szigetén az 1980-as években kezdődött, amikor a Spliti Egyetem Pedagógiai Kara a sziget körül tevékenykedő visi halászokkal együttműködve a helyi ča nyelvjárású helyneveket gyűjtötte össze. Az 1990-es évek óta a zágrábi Ruđer Bošković Intézet kutatja itt a szárazföldi és tengerparti növényeket és madarakat.

## Növény és állatvilág
A kis rovarokon és csigákon kívül Galijula állatvilágát a fészkelő madarak képezik. A sziget közepén sárgalábú sirályok (Larus michahellis), a part mentén pedig üstökös kárókatonák (Phalacrocorax aristotelis) fészkelnek. A szárazföldi növényvilágban a kis zuzmókon kívül a sziget közepén csak három nagyobb halofita típusú növény nő (Arhrocnemum glaucum, Elymus pycnanthus és Atriplex prostrata). Galijula partján és a környező tengerfenéken néhány száz különböző algafaj nő, amelyek közül a legnagyobbak a barna algák, a legelterjedtebbek pedig a koralligén típusú meszes algák. A környező sekély vizek az európai languszta (Palinurus elephas) leggazdagabb vadászterületei, a különféle halakból különösen a barna fürészessügér (Epinephelus marginatus) és a magashátú durbincs (Salpa salpa) elterjedt.

## Fordítás
Ez a szócikk részben vagy egészben  a   Galijula című horvát Wikipédia-szócikk ezen változatának fordításán alapul.  Az eredeti cikk szerkesztőit annak laptörténete sorolja fel. Ez a jelzés csupán a megfogalmazás eredetét és a szerzői jogokat jelzi, nem szolgál a cikkben szereplő információk forrásmegjelöléseként.